# Konge
 For alternative betydninger, se Konge (flertydig). (Se også artikler, som begynder med Konge)
 "Rex" omdirigeres hertil. For andre betydninger af Rex, se Rex (flertydig).
En konge (norrønt: konungr) er et som oftest livsvarigt statsoverhoved i en monarkisk stat (kongerige eller kongedømme). Kongen i et valgkongedømme vælges i nogle tilfælde for en tidsbegrænset periode.
Ofte bruges den latinske form rex forkortet R.

## Kongeriger i Europa
| - Belgien - Danmark - Norge - Holland | - Spanien - Storbritannien - Sverige |

## Oldtiden
En oldtidskonges opgave var at dømme, lede krige og at sikre gudernes velvilje.
Gudernes velvilje var nødvendig for at undgå misvækst eller andre ulykker. For at formilde guderne, kunne det i helt særlige tilfælde være nødvendigt at ofre kongen.
Valgkongerne blev valgt på tinge, hvor kandidaterne ofte var sønner eller sønnesønner af konger. Oftest valgtes brodersønner og hellere unge end ældre.

## Kongen som helbreder
I 1100-tallets Vesten opstod tanken om kongens person som hellig. Pseudo-Dionysius  mente, at kongens evne til at helbrede var blandt hans vigtigste egenskaber. Denne evne blev af samtiden knyttet til, at han var salvet som præst, selve beviset for, at han var korrekt viet til sin opgave. I 1100-tallets Frankrig begyndte kongerne at helbrede, og fra og med Ludvig den Hellige var dette almindeligt, især knyttet til sygdommen mal le roi (king's evil), dvs skrofulose, en type lymfekirteltuberkulose i halsen. Kongen lagde sin hånd mod den syges hals og gjorde korsets tegn. En krønike beskriver Ludvig den Helliges helbredelse af en dreng med skrofulose i 1270. En konge kunne tabe sin evne til at helbrede på grund af sine synder, og det var derfor meget vigtigt, at han var retskaffen. Engelske konger fortsatte med helbredelser helt frem til 1700-tallet.